# بيل موريل
بيل موريل (بالإنجليزية: Bill Morrell)‏ هو لاعب كرة قاعدة أمريكي، ولد في 9 أبريل 1893 في Hyde Park, Boston ‏ في الولايات المتحدة، وتوفي في 5 أغسطس 1975 في برمنغهام في الولايات المتحدة.

## وصلات خارجية
- بيل موريل على موقعبيزبول رفرنس.كوم (الدوري الرئيسي) (الإنجليزية)